# Hällkarsräka
Hällkarsräka (Tanymastix stagnalis) är en kräftdjursart som först beskrevs av Carl von Linné 1758. Enligt Catalogue of Life ingår hällkarsräka i släktet Tanymastix och familjen Tanymastigiidae, men enligt Dyntaxa är tillhörigheten istället släktet Tanymastix och familjen Branchiopodidae. Enligt den svenska rödlistan är arten nära hotad i Sverige. Arten förekommer i Götaland, Öland och Svealand. Artens livsmiljö är våtmarker, sjöar och vattendrag, jordbrukslandskap. Inga underarter finns listade i Catalogue of Life.

## Bildgalleri

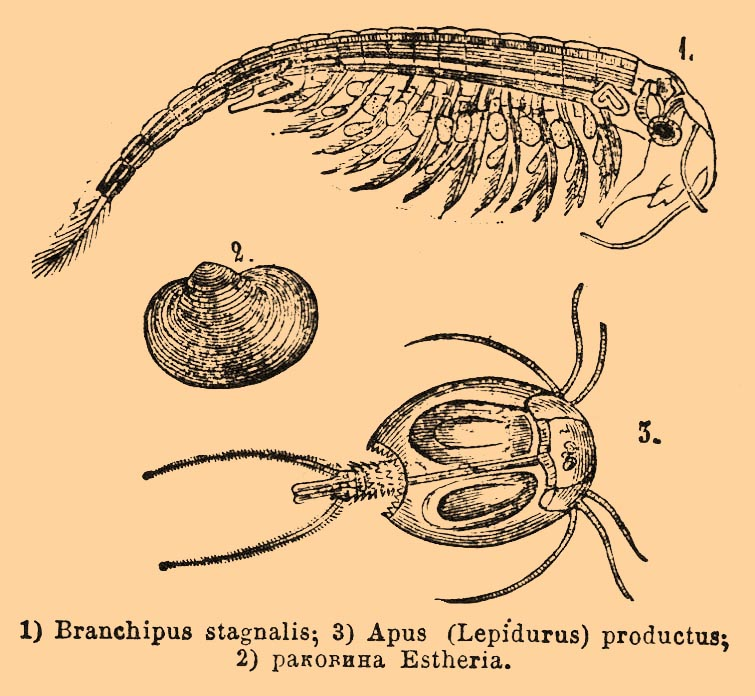
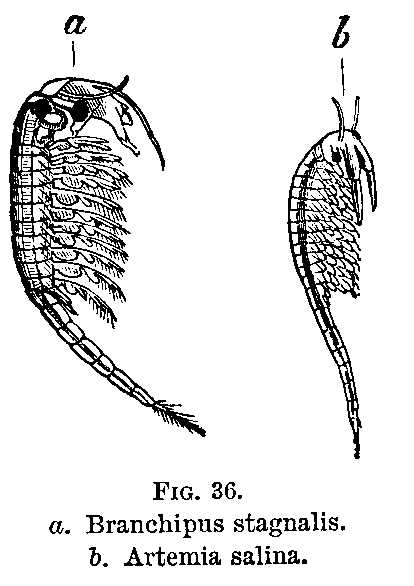